# Adelheid Brunner
Adelheid „Heidi“ Brunner, geborene Grimm (* 2. Juni 1957 in Mitterfels), ist eine deutsche Judoka. Sie ist mehrmalige Deutsche Meisterin und Medaillengewinnerin bei internationalen Meisterschaften und mehrfache Deutsche Senioren-Meisterin.
Den Judosport begann Brunner 1969 beim TSV Mitterfels, der bis Februar 1977 ihr Heimatverein war und von dem sie zum 1. JC Bogen wechselte. Aktuell tritt sie für den MTV Geismar aus Göttingen an. Sie kämpfte bisher in den Gewichtsklassen -48 kg und -52 kg.
Am 9. Oktober 1971 wurde sie in Gelsenkirchen deutsche Jugendmeisterin. In der Zeit zwischen 1971 und 1986 erreichte sie bei Deutschen Meisterschaften insgesamt sechs erste, drei zweite und zwei dritte Plätze. Nach einer langjährigen verletzungsbedingten Pause nahm sie 2004 wieder das Training auf. 2006, 2007, 2008, 2009 und 2010 wurde sie Deutsche Seniorenmeisterin. Als ihren größten Erfolg bezeichnet sie den 3. Platz (48 kg) bei den Europameisterschaften 1979 in Kerkrade, Holland. Bei der Senioren-WM 2011 in Frankfurt holte sie sich den Titel in der Klasse AK 55/bis 48 kg.
Brunner trägt den ersten Dan. Sie ist Diplom-Chemikerin, seit 1985 verheiratet mit dem Judoka Edgar Brunner und Mutter von drei Töchtern.